# Missa de Glòria (Puccini)
La Missa de Glòria (Messa a quatro voci con orchestra, coneguda pòstumament amb el nom de Messa di Gloria) és una missa composta per Giacomo Puccini per a orquestra i cor a quatre veus amb els solistes tenor i baríton. Estrictament parlant, la peça és una missa completa, no una veritable Messa di Gloria (la qual conté només el Kyrie i Glòria, i s'omet el Credo, Sanctus, Benedictus i Agnus Dei).
Estrenada el 1880, composta amb 21 anys, fou l'obra més important dels seus primers anys i marcà el final de l'època d'aprenentatge com a compositor i la culminació d'una llarga relació de la seva família amb la música d'església a la seva Lucca natal.
Puccini va compondre la Missa com el seu exercici de graduació de l'Istituto Musicale Pacini. Va tenir la seva primera presentació a Lucca el 12 de juliol de 1880. No obstant això, el Credo ja havia estat escrita i interpretada el 1878 i va ser inicialment concebut per Puccini com una obra per ella mateixa. Puccini mai no va publicar el manuscrit complet de la Missa, i encara que fou ben rebuda en el moment, no es va representar de nou fins al 1952 (primer a Chicago i després a Nàpols). Tanmateix, va tornar a utilitzar alguns dels seus temes en altres obres, com l'Agnus Dei a la seva òpera Manon Lescaut i el Kyrie a Edgar.

## Estructura
I. Kyrie
II. Gloria
1. Gloria in excelsis Deo
2. Laudamus te
3. Gratias agimus tibi
4. Gloria in excelsis Deo
5. Domine Deus
6. Qui tollis peccata mundi
7. Quoniam tu solus Sanctus
8. Cum Sancto Spiritu

III. Credo
1. Credo in unum Deum
2. Et incarnatus est
3. Crucifixus etiam pro nobis
4. Et resurrexit
5. Et in Spiritum Sanctum
6. Et unam sanctam
7. Et vitam venturi saeculi

IV. Sanctus e Benedictus
1. Sanctus Dominus Deus
2. Benedictus qui venit

V. Agnus Dei